# Boischampré
Boischampré è un comune francese del dipartimento dell'Orne nella regione della Normandia.
Si è costituito il 1º gennaio 2015 dalla fusione dei comuni di Marcei, Saint-Christophe-le-Jajolet, Saint-Loyer-des-Champs e Vrigny.